# 上山市体育文化センター
上山市体育文化センター（かみのやましたいいくぶんかセンター）は、山形県上山市にある体育・文化施設である。各種スポーツ大会・コンサート・講演会・催し物・演劇・音楽会などに使用されている。
ネーミングライツ制度を導入し、2015年4月から2024年現在まで、三友エンジニア体育文化センター（上山市体育文化センター）（さんゆうエンジニアたいいくぶんセンター（かみのやましたいいくぶんかセンター））という名称である。
施設管理は、2022年度まで上山市体育・文化振興公社が行っていたが、2023年度より指定管理者制度を採用し、シンコースポーツが指定管理者となっている。
事務室では、上山市スポーツ協会、上山市文化団体協議会、かみのやまスポーツクラブの事務局も担っている。

## 施設概要
|          | 竣工年月   | 1階面積（m2） | 2階面積（m2） | 3階面積（m2） | 総面積（m2） |
| -------- | ---------- | ------------- | ------------- | ------------- | ------------ |
| 体育施設 | 1991年06月 | 5,952.82      | 2,407.99      | －            | 8,360.81     |
| 文化施設 | 1993年12月 | 1,427.11      | 555.78        | 56.79         | 2,039.68     |
|          |            |               |               |               | 10,400.49    |

|                  | 竣工年月   | 多目的運動広場（m2） | テニスコート（m2） | 総面積（m2） |
| ---------------- | ---------- | -------------------- | ------------------ | ------------ |
| 市民総合運動広場 | 1995年07月 | 18,720.00            | 2,830.00           | 21,550       |

## 施設内容

### 体育施設
- アリーナ
- 武道場
- 軽スポーツルーム
- ホワイエ
- エントランスホール
- 会議室・選手控室
- 軽食喫茶室
- チビッコルーム
- ロッカールーム

### 文化施設
- エコーホール（観客席約500）
- 研修室（洋室）
- 講習室（和室）
- 楽屋（2室）

### 市民総合運動広場
- テニスコート
- 多目的グラウンド

### トレーニング施設
- 一般は300円、高校生以下は150円で利用可能。（ただし、1回目の利用は体力測定が必要）

### 駐車場
- 正面玄関前（約80台）、グラウンド・テニスコート前（約50台）、裏側駐車場（約300台）
- 大きなイベント時は、上山市民球場の駐車場や、上山市役所の駐車場を利用するよう案内がなされる。

## 使用時間・期間

### 上山市体育文化センター
- 使用時間：午前9時 - 午後9時30分
- 休業日：年末年始（12月29日 - 1月3日）

### 上山市民総合運動広場
- 使用時間：午前5時 - 午後9時
  - ※午前8時30分以前の利用は、予約が必要
- 使用期間：4月15日 - 11月30日

## 施設使用料

### 上山市体育文化センター各施設使用料

#### 【専用使用料】
| 施設                       | 施設                       | 施設                       | 単位        | 基本使用料（税抜） |
| -------------------------- | -------------------------- | -------------------------- | ----------- | ------------------ |
| アリーナ                   | アリーナ                   | 全面                       | 1時間につき | 2200               |
| アリーナ                   | アリーナ                   | 1/2面                      | 1時間につき | 1100               |
| アリーナ                   | アリーナ                   | 1/3面                      | 1時間につき | 730                |
| 武道場                     | 武道場                     | 全面                       | 1時間につき | 850                |
| 武道場                     | 武道場                     | 1/2面                      | 1時間につき | 420                |
| 軽スポーツルーム           | 軽スポーツルーム           | 軽スポーツルーム           | 1時間につき | 400                |
| 各会議室及び役員室・放送室 | 各会議室及び役員室・放送室 | 各会議室及び役員室・放送室 | 1時間につき | 250                |
| 軽食喫茶室                 | 軽食喫茶室                 | 軽食喫茶室                 | 1時間につき | 490                |
| エコーホール               | ホール                     | ホール                     | 1時間につき | 1950               |
| エコーホール               | 舞台                       | 舞台                       | 1時間につき | 980                |
| 研修室・講習室             | 研修室・講習室             | 研修室・講習室             | 1時間につき | 490                |
| 楽屋（1室）                | 楽屋（1室）                | 楽屋（1室）                | 1回につき   | 590                |
| ホワイエ（ギャラリー）     | ホワイエ（ギャラリー）     | ホワイエ（ギャラリー）     | 1日につき   | 980                |

施設を使用する者が入場者から料金を領収する場合の使用料は、次の表に定める区分に応じて基本使用料に加算した額とする。
| 1人あたりの入場料金 | 加算額                    |
| ------------------- | ------------------------- |
| 500円未満           | 基本使用料の1/3の額を加算 |
| 500円以上1000円未満 | 基本使用料の1/2の額を加算 |
| 1000円以上          | 基本使用料の2倍の額を加算 |

※入場料を領収しない場合で、営利、宣伝を目的とする場合の使用料は、それぞれの基本使用料の2倍の額となる
※高等学校以下の児童生徒が使用する場合の使用料は、それぞれの基本使用料の2分の1の額となる
※施設を準備のために使用する場合は、それぞれの基本使用料の2分の1の額とする

#### 【エントランスホール・ホワイエ及び敷地内共有スペース専用使用料】
この使用料は、販売、宣伝その他の営業活動目的の使用について適用し、原則としてアリーナもしくはエコーホールで開催される催しに付随して使用するものについて許可とする。
| 施設                                                                      | 単位      | 基本使用料（税抜） |
| ------------------------------------------------------------------------- | --------- | ------------------ |
| エントランスホール及び敷地内共有スペース ホワイエ及び文化施設共有スペース | 1 m2/時間 | 50                 |

#### 【照明及び冷暖房使用料】
| 区分     | 区分                     | 区分                     | 単位        | 使用料（税抜） |
| -------- | ------------------------ | ------------------------ | ----------- | -------------- |
| 照 明    | アリーナ                 | 全灯照明                 | 1時間につき | 2470           |
| 照 明    | アリーナ                 | 中間照明                 | 1時間につき | 1410           |
| 照 明    | アリーナ                 | 基本照明                 | 1時間につき | 1050           |
| 照 明    | 武道場                   | 全灯使用                 | 1時間につき | 640            |
| 照 明    | 武道場                   | 1/2部分使用              | 1時間につき | 320            |
| 照 明    | 軽スポーツルーム         | 軽スポーツルーム         | 1時間につき | 170            |
| 冷 暖 房 | アリーナ                 | アリーナ                 | 1時間につき | 3270           |
| 冷 暖 房 | 武道場                   | 武道場                   | 1時間につき | 750            |
| 冷 暖 房 | 軽スポーツルーム         | 軽スポーツルーム         | 1時間につき | 450            |
| 冷 暖 房 | 会議室及び役員室・放送室 | 会議室及び役員室・放送室 | 1時間につき | 200            |
| 冷 暖 房 | 軽食喫茶室               | 軽食喫茶室               | 1時間につき | 490            |
| 冷 暖 房 | エコーホール             | ホール                   | 1時間につき | 1460           |
| 冷 暖 房 | エコーホール             | 舞台                     | 1時間につき | 490            |
| 冷 暖 房 | 研修室・講習室           | 研修室・講習室           | 1時間につき | 490            |
| 冷 暖 房 | 楽屋（1室）              | 楽屋（1室）              | 1時間につき | 200            |
| 冷 暖 房 | ホワイエ（ギャラリー）   | ホワイエ（ギャラリー）   | 1時間につき | 100            |

#### 【附属設備及び備品使用料】
| 品名                              | 単位               | 使用料（税抜） |
| 照明関係                          | 照明関係           | 照明関係       |
| --------------------------------- | ------------------ | -------------- |
| ボーダーライト                    | 1列1時間につき     | 200            |
| アッパーホリゾントライト          | 1列1時間につき     | 200            |
| ロアーホリゾントライト            | 1列1時間につき     | 200            |
| フットライト                      | 1列1時間につき     | 100            |
| サスペンションライト              | 1列1時間につき     | 320            |
| シーリングスポットライト          | 1列1時間につき     | 590            |
| サイドスポットライト（左）        | 1組1時間につき     | 490            |
| 〃 （右）                         | 1組1時間につき     | 490            |
| センタースポットライト（1 kw）    | 1台1時間につき     | 490            |
| 〃 （2 kw）                       | 1台1時間につき     | 590            |
| ギャラリースポット                | 1列1時間につき     | 30             |
| リングライト                      | 1組1時間につき     | 1950           |
| 音響関係                          |                    |                |
| 拡声装置（マイク・スタンド1本付） | 1式1日につき       | 1460           |
| ダイナミックマイクロホン          | 1本1日につき       | 540            |
| コンデンサーマイクロホン          | 1本1日につき       | 650            |
| ワイヤレスマイクロホン            | 1式1日につき       | 750            |
| CDプレーヤー                      | 1台1日につき       | 540            |
| カセット・MDデッキ                | 1台1日につき       | 540            |
| ソロスピーカー                    | 1台1日につき       | 540            |
| マイクロホンスタンド              | 1本1日につき       | 100            |
| 舞台関係                          |                    |                |
| 所作台                            | 1台1日につき       | 200            |
| 松羽目                            | 1回1日につき       | 1170           |
| 緋毛せん                          | 1枚1日につき       | 100            |
| 地がすり                          | 1枚1日につき       | 490            |
| 演壇                              | 1式1日につき       | 540            |
| 上敷ござ                          | 1枚1日につき       | 100            |
| 平台                              | 1枚1日につき       | 100            |
| 箱足                              | 1個1日につき       | 50             |
| 司会者演台                        | 1台1日につき       | 340            |
| 音響反射板（照明付）              | 1式1日につき       | 2920           |
| 指揮者用譜面台・指揮台            | 1式1日につき       | 340            |
| 楽士用譜面台                      | 1台1日につき       | 100            |
| 高座用座布団                      | 1枚1日につき       | 200            |
| その他                            |                    |                |
| フルコンサートピアノ（調律別）    | 1台1日につき       | 3210           |
| ビデオプロジェクター              | 1台1日につき       | 1950           |
| スライド映写機                    | 1台1日につき       | 1460           |
| OHP                               | 1台1日につき       | 1460           |
| ビデオデッキ・ビデオカメラ        | 1台1日につき       | 1460           |
| スクリーン（大）                  | 1回1日につき       | 1170           |
| スクリーン（小）                  | 1回1日につき       | 200            |
| 展示パネル                        | 1枚1日につき       | 100            |
| 長机                              | 1脚1日につき       | 100            |
| パイプイス                        | 1脚1日につき       | 10             |
| 電光掲示板                        | 1組1日につき       | 980            |
| フロアシート                      | 1組1日につき       | 50             |
| 冷温水ボトル                      | 1台1日につき       | 290            |
| ロールバックスタンド（手動）      | 1台1日につき       | 980            |
| 〃 （電動）                       | 1式1日につき       | 1460           |
| 持ち込み電気器具又は電源使用料    | 1 kw/h 1時間につき | 100            |

##### 備考
- 時間の単位が1時間のもので1時間に満たない場合は1時間とし、1日のもので1日に満たない場合は1日となる
- 使用料の算出については、消費税を含まない額を積算し、その額に消費税10％を加え、10円未満を切り捨てる

### 市民総合運動広場各施設使用料
| 施設及び使用区分 | 施設及び使用区分 | 施設及び使用区分 | 単位                  | 基本使用料 | 基本使用料 |
| 施設及び使用区分 | 施設及び使用区分 | 施設及び使用区分 | 単位                  | 高校生以下 | その他の方 |
| ---------------- | ---------------- | ---------------- | --------------------- | ---------- | ---------- |
| テニスコート     | テニスコート     | テニスコート     | 1時間につき 1面あたり | (200)      | (400)      |
| テニスコート     | 夜間照明設備     | 夜間照明設備     | 1時間につき 1面あたり | 770        | (700)      |
| グラウンド       | グラウンド       | グラウンド       | 1時間につき           | (300)      | (600)      |
| グラウンド       | 夜間照明設備     | 全灯照明         | 1時間につき           | 4400       | (4000)     |
| グラウンド       | 夜間照明設備     | 1/2灯照明        | 1時間につき           | 2200       | (2000)     |
| 放送設備         | 放送設備         | 放送設備         | 1時間につき           | 440        | (400)      |

※()内は消費税を含まない額。使用料算出に使用
※入場料金を領収する場合は、上記使用料の3倍、営利を目的とする場合は5倍となる
※上山市以外の者の使用については、上記使用料の2倍となる
※電源使用の場合は、実費相当額を加算する

#### 備考
- 時間の単位が1時間のもので1時間に満たない場合は1時間とし、1日のもので1日に満たない場合は1日となる
- 使用料の算出については、消費税を含まない額を積算し、その額に消費税10％を加え、10円未満を切り捨てる

## アクセス
- 車
  - 東北中央自動車道山形上山ICから国道13号経由で8 km（約10分）
  - 東北中央自動車道かみのやま温泉ICから国道13号経由で4 km（約7分）
- バス
  - 上山市営バス：停留所「体育文化センター前」で降車[3]
  - 山交バス：停留所「上山市役所前」より徒歩7分（約650 m）
  - 山交バス：停留所「体育文化センター口」より徒歩2分（約200m）
- 電車
  - かみのやま温泉駅より徒歩15分（約1 km）